# Striepe (Familie)

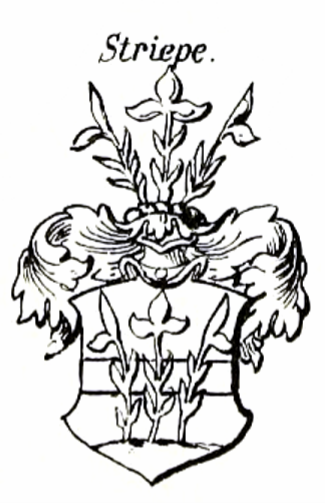
Wappen derer Striepe

Striepe ist der Name eines brandenburgischen Ratsherren- und Beamtengeschlechts.

## Geschichte

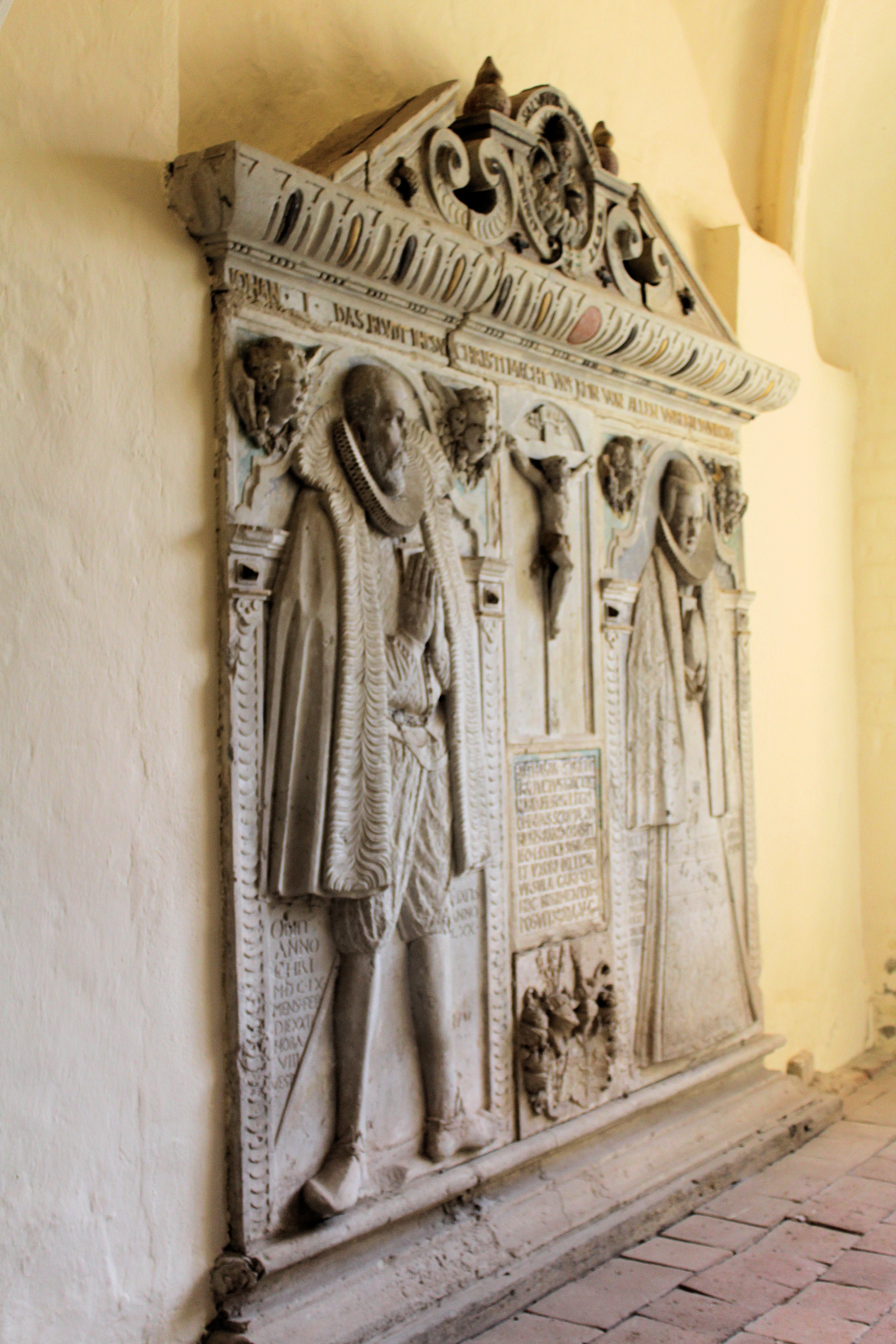
Epitaph des Amtmanns Balthasar Striepe und der Ursula geb. Gartz in der Klosterkirche Arendsee

Die Striepe waren Bürger und Ratsverwandte zu Salzwedel und Amtmänner in Arendsee (Altmark), bevor sie nach Berlin kamen, wo sie mehrfach Regierungsräte und Bürgermeister stellten.
Der Amtmann zu Arendsee, Balthasar Striepe († 1641), war Erbherr auf Lückstedt. Er hatte beide Güter zu Lückstedt mit je einem halben Dorf erworben (1620/1621 bzw. 1625) und sie zu einem Gut vereinigt.
Dessen Sohn, Amtmann Hoyer Striepe, kaufte 1667 die Burg Salzwedel, er ließ Brücke und Tor, Gewölbe und Gebäude instand setzen, dann wollte er das alte Haupthaus teils abtragen und etwas Neues aufbauen, verstarb aber vorher und sein Sohn, Amtmann Balthasar Heinrich (Balzer Henrich) Striepe, hatte kein Interesse daran. Er verkaufte die Burg 1692.

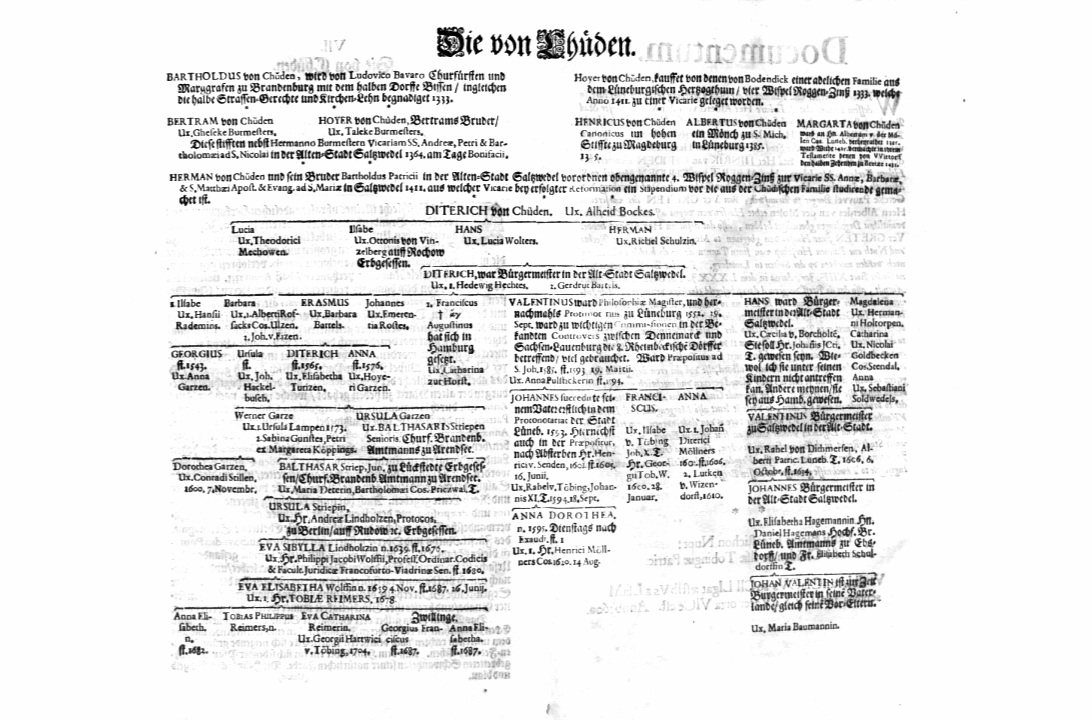
Chüden-Stammtafel (1704), linker Seite u. a. Balthasar und Ursula Striepe mit Teil ihrer Nachkommenschaft verzeichnet

Die Hof- und Obergerichtsräte am Altmärkischen Obergericht, Hoyer Sigismund Striepe († 1743) und Johann Ludewig Striepe, waren Rittergutsbesitzer; ersterer auf Vinzelberg, zweiter auf Insel etc. Vinzelberg war seit 1664 ein Gesamthandlehen der Striepen. Von 1677 bis 1772 besaßen sie, zuletzt der Obergerichtsrat (von) Striepe ebd. zwei Rittersitze. Insel war 1686–1706 im Besitz derer von Treffenfeld, mit Gericht und Patronat, 1706–1750 gehörte es den Striepe, 1750–1783 den Gebrüdern von Scharden.

## Wappen
Das Wappen zeigt in Rot vor einem silbernen Streifen (Balken) auf Rasen drei Wasserlilien mit ihren Stängeln. Auf dem Helm die drei Lilien.

## Stammlinie
1. Sebastian Striepe (1510–1554), Bürger und Ratsverwandter zu Salzwedel, ⚭ Magdalene Schnobbel[10] († 1560)[11]
  1. Anna Striepe († 1563), ⚭ 1559 Johann Gartz (1538–1601), Stadtkämmerer zu Salzwedel und Erbherr auf Rietza und Klein Gartz sowie Buch bei Stendal, Sohn des Hoyer Gartz (1507–1570), Ratskämmerer und Gutsbesitzer zu Salzwedel und der Anna geb. von Chüden († 1576)[12]
  2. Balthasar Striepe (1539–1609), Amtmann und Vorsteher des Klosters[13] in Arendsee (Altmark), ⚭ Ursula, geb. Gartz (1554–1613), Tochter des Hoyer Gartz (1507–1570), Ratskämmerer und Gutsbesitzer zu Salzwedel und der Anna geb. Chüden († 1576)
    1. Sebastian Striepe (1582–1649), brandenburgischer Staatsmann, auf 1/2 Schönwalde im Osthavelland (1646 verkauft an seinen Schwiegersohn Tornow),[14] ⚭ 1613 Eva Maria, geb. Pruckmann (1590–1645), Tochter von Friedrich Pruckmann (1562–1630), brandenburgischer Kanzler und der Eva, geb. Otto (1560–1624)
      1. Eva Maria Striepe, ⚭I 1630/1631 Adam Nüßler († 1637), Kammergerichtsrat, Lehnssekretär und Amtskammerrat in Küstrin; ⚭II Bernhard Zieritz, neumärkischer Regierungsrat[15]
      2. Eva Catharina Striepe, ⚭ 1649 Johann Tornow (1610–1662), brandenburgischer Staatsmann, ab 1646 auf 1/2 Schönwalde im Osthavelland (durch Kauf von Schwiegervater Sebastian Striepe), 1647 Hauptanteil dazuerworben; 1650 verkauft an Ursula von dem Knesebeck; Tornow erhielt 1654 den Reichsadelsstand[16]
      3. Adam Friedrich Striepe (1625–1681), brandenburgischer Regierungsrat in Küstrin, ⚭ 1653 Anna Catharina von Kleberfeld, Tochter des schwedischen Rates und Leibmedicus Hermann von Kleberfeld
        1. Sebastian Friedrich Striepe († 1709), zwischen 1699 und 1708 Bürgermeister von Berlin,[17] ⚭ Louise Catharina Scharden[18] (1668–1732), der Tochter von Levin Scharden (1638–1699), Bürgermeister von Berlin[19]
          1. Jakob Ludwig Striepe († 1750), 1726 preußischer Obergerichtsrat (des Altmärkischen Obergerichts)[20]
          2. Alexander Friedrich Striepe († 1714)

        2. Eva (Anna) Sophia Striepe, ⚭ 1679 Johann Heinrich von Treffenfeld (1650–1708), Altmärkischer Quartal-Gerichtsrat, kurbrandenburgisch-polnischer Oberstleutnant

      4. Anna Elisabeth Striepe, ⚭I George Wilhelm Schardius (1619–1677), Geheim- und Quartalsgerichtsrat[21]; ⚭II Johann Schmidt von Schmidtseck (1610–1680), kurbrandenburgischer Oberst und Kommandant von Magdeburg

    2. Hoyer Striepe (1586–1639), brandenburgischer Geheimer Kammersekretär und Pfennigmeister, ⚭ 1623 Sibylla, geb. Pruckmann (1592–1640), verwitw. Heinrich Schardius (1559–1621), des kurbrandenburgischen Rats zu Stendal (Schwester der Schwägerin)
      1. Eva Sibylla Striepe (1623–1680), ⚭ 1640 Johann Georg Reinhard (1606–1672)[22], brandenburgischer Geheimer Hofkammer-Gerichts- und Konsistorialrat, ravensburgischer Apellations-Gerichtsrat[23]
      2. Hoyer Friedrich (von) Striepe (1627–1670)[24], zwischen 1669 und 1670 Bürgermeister von Berlin[25], ⚭ Christina Dorothea Müller († 1742),[26] Tochter des Sigismund Müller (1612–1649),[27] schwedischen Oberkommissars (Generalkriegskommissars[28]) im Herzogtum Schlesien[11] und über ihre Schwester Schwägerin des Geheimen Rats Friedrich von Jena
        1. Sibylla Dorothea Striepe († jung)
        2. Otto Friedrich Striepe († jung)
        3. Friedrich Wilhelm Striepe († jung)
        4. Christina Dorothea Striepe
        5. Loysa Sibylla Striepe
        6. Hoyer Sigismund Striepe († 1743), preußischer Quartalsgerichtsrat, dann Obergerichtsrat des Altmärkischen Obergerichts,[29] 1700 auf Vinzelberg
          1. Wilhelm Sigmund (Sigismund Wilhelm) Striepe zu Vinzelberg († nach 1772)[30]

        7. Eleonore Sophie Striepe († 1738), ⚭ 1689 Friedrich Wilhelm Stosch (1648–1704), Theologe und Philosoph (bewohnten das Haus Nr. 11 in der Poststraße (Berlin)[31])
        8. Georg Wilhelm Striepe († 1707), mino. urkundlich 1688, 1700 auf Vinzelberg[32], Advokat(us fisci) und Archivar in Küstrin

    3. Balthasar Striepe († 4. August 1641), Amtmann zu Arendsee, Erbherr auf Lückstedt, ⚭ Maria, geb. Deter(t), Tochter des Bartholomäus Detert († 1618), Bürgermeister von Pritzwalk und der Catharina Fielitz
      1. Balthasar (Balzer) Striepe, † 15. April 1611 bereits 13 Stunden nach seiner Geburt. Der Leichnam des Neugeborenen wurde laut seines Epitaphs in der Klosterkirche Arendsee, im Grab seines gleichnamigen Großvaters beigesetzt.[33]
      2. Ursula Striepe, ⚭ 1630 Andreas Lindholtz (1595–1655), Kammergerichtsadvokat und zwischen 1641 und 1655 Bürgermeister von Berlin, Erbherr auf Rudow etc.[34]
      3. Balthasar Striepe († vor 1669), 1651 Amtmann zu Arendsee,
        1. Barthold Siegmund Striepe († vor 1669), in franz. Diensten
        2. Margarethe Sophie (von) Striepe, ⚭I 1664[35] Joachim Henniges von Treffenfeld (1610–1688), kurbrandenburgischer General; ⚭II 1691 Friedrich Jacob von Lautitz (1657–1719), braunschweigischer Drost,[36] Hofrat[37] und Oberhauptmann zu Calvörde, Bahrdorf und Neuhaus; 1698 rittermäßiger Adelsstand für das Reich und die Erblande für ihn, Erbsass und Freisass auf Westinsel und Ostinsel bei Stendal, und seinen Bruder Heinrich Carl Lautitz[38]

      4. Sebastian Striepe († 1666), urkundlich 1646, durch Heirat Anteilsherr auf Falkenrehde, ⚭ Maria Elisabeth Fritze[39], Tochter von Christoph Fritze zu Spandau, ihre Schwester Sophie, erwarb von den Nichten Striepe 1677 Falkenrehde und trug das Gut als Gattin des General Ernst von Weiler (1620–1693) zu.
        1. Töchter

      5. Hoyer Striepe († 1674/1675), Amtmann zu Salzwedel, 1646 Anteilsherr auf Lückstedt, verkaufte 1659 Dorf und Gut Lückstedt,[40] kaufte 1667 die Burg Salzwedel, ⚭I Beatrix Düecker,[41] Tochter von Heinrich Dücker, Richter und Rentmeister im Stift Badburen[42] (Sohn des Georg Dücker, kurbrandenburgischer Rentmeister zu Hörde,[42] und der Anna von Berninghausen[43]) und Anna Marfert;[42] ⚭II Anna Catharina Stunenberg[42]
        1. Ursula Catharina Striepe (1648–1670), ⚭ Henricus von Peine, Halberstädter Kanzleisekretär und Kanonikus zu St. Mariae[42]
        2. Sybille Margaretha Striepe, ⚭ Johann Zimmermann († 1705), braunschweig-lünebürgischer Amtmann[37] des Amts Calvörde[42] 1667–1705, ab 1677 hatte er das Amt auf Lebzeit gepachtet,[36] Sohn des Amtmanns zu Wolfenbüttel 1648–1671, Nicomedes Zimmermann (1601–1671) und der (⚭ 1633) Anna Elisabeth Udams, Tochter des Henning Udams, Predigers zu Olsburg[44]
        3. Beatrix Striepe[42] ⚭ I. N.N. Brackmann, ⚭ II. 1697[45] Hans Ludwig Wiesenhaver aus Hildesheim[46] (1652–1707), Erbherr auf Birkholz in der Altmark (er ⚭ I. auf Gut Eltze 1679 Elisabeth Ursula Schmidt, † 1696),[47] Sohn des Johann Joachim Wiesenhaver (1624–1695) aus Hildesheim, ab 1658 kurbrandenburgischer Amtmann des Amts Burgstall, braunschweig-lüneburgischer Amtmann zu Witteberg;[48] Stifter der brandenburgischen Linie derer Wiesenhaver[49]
        4. Balthasar Heinrich (Balzer Henrich) Striepe († 1706),[42] Amtmann zu Salzwedel, verkaufte die Burg Salzwedel 1692 wieder,[3] wechselte 1706 als Amtmann/Amtsschöffer nach Storkow,[50] ⚭ Maria Elisabeth von Horn.[51]
          1. Hoyer Arnold Striepe († vor 1717), 1713 Leutnant
          2. Joachim Andreas Striepe (1684–1716), preußischer Amtmann zu Tangermünde[52] ⚭ 1714 Henrietta Sophie Schmidt (1690–1768), Tochter des Oberamtmanns Stephan Conrad Schmid(t) (um 1648–1712), 1711 Pächter des Amtes Wickensen,[53] und der Elisabeth Margarete Salder; ihre Brüder 1736 bzw. 1750 „von Schmidt“;[54] 1755 kaufte sie als Stoers Witwe erblich ein Haus in Hannover;[55] (sie ⚭ II. 1721 Dr. med. Gerhard Stoer aus Hamburg,[56] Arzt in Hannover[57] (1669[56]–1739) (seine III. Ehe; in II. Ehe war er verheiratet mit Anna Maria geb. Witzendorf (* um 1660) aus Lüneburg,[56] Witwe des Hofapothekers Ernst Leopold Andreae (* um 1640), daher war er Schwiegervater des Rudolf Christian Wagner, des Ehemanns seiner Stieftochter)[58]
          3. Curt Anton Balthasar Striepe
          4. Luise Maria Elisabeth Striepe (1687–1731) ⚭ in Kemnade 1716 Carl Conrad Schmidt (1691–1752), Klosteramtmann, Sohn des Oberamtmanns Stephan Conrad Schmidt und der Elisabeth Margarete Salder (s. o.); ihre Söhne „von Schmidt“[59]

      6. Reichhardt Striepe (1617–1632) in Bernau[60]
      7. Eva Maria Striepe († 1704), ⚭ 1652 Andreas von Cosel († 1673), kurbrandenburger Kammergerichtsrat und Amtsgerichtsrat sowie Hofrentmeister, 1667 Reichsadelsstand[61]

## Weitere Angehörige
- August Balthasar Striepe, 1741 urkundlich[62]